# Éric Woerth
Éric Woerth (Creil, 29 gennaio 1956) è un politico francese.
Ministro del Bilancio e poi ministro del Lavoro nei primi due governi François Fillon dal 2007 al 2010, è stato sindaco di Chantilly dal 1995 al 2017.
Dal 2017 al 2022 è deputato e presidente della Commissione Finanze dell'Assemblea Nazionale. Nel 2022, ha annunciato che avrebbe lasciato Les Républicains per sostenere Emmanuel Macron ed è stato rieletto sotto la bandiera dell'Ensemble. È questore dell'Assemblea nazionale dal 29 giugno 2022.
Éric Woerth si è laureato all'Università Panthéon-Assas, all'HEC Paris e a Sciences Po.